# Callomelitta chlorura
Callomelitta chlorura är en biart som beskrevs av Cockerell 1929. Callomelitta chlorura ingår i släktet Callomelitta och familjen korttungebin. Inga underarter finns listade.